# Déu Fill
|  | No s'ha de confondre amb Fill de Déu. |

Déu Fill, amb majúscula, és un concepte central per al cristianisme, i designa la Segona Persona de la Santíssima Trinitat, la relació de la qual amb les altres dues és objecte de debat teològic des del cristianisme primitiu (debats cristològics: arrianisme, adopcionisme, nestorianisme, pelagianisme, gnosticisme, etc.), que es va tancar dogmàticament al Primer Concili de Nicea. A conseqüència d'això, a diferència de les altres dues persones, a aquesta segona persona o Déu Fill se li atribueixen dues naturaleses: una divina i una humana, que es troben indissolublement unides a la mateixa Persona (vegeu hipòstasi).

## La segona persona de la Santíssima Trinitat
Les diferents interpretacions que es donen a la relació entre les Persones de la Trinitat per les diferents confessions cristianes continuen sent un assumpte transcendental en èpoques posteriors, especialment la clàusula filioque, que està entre les que van mantenir la diferència entre l'Església Catòlica Romana i l'Església Ortodoxa Oriental i van provocar l'anomenat Cisma d'Orient. Les tendències dominants dins de la Reforma protestant no van discutir el dogma trinitari, i fins i tot van perseguir als que ho feien (Miquel Servet). Posteriorment, algunes confessions protestants han desenvolupat dogmes no trinitaris.
Els noms amb què es denomina a Déu Fill són molt nombrosos, i han donat origen per si mateixos a tractaments literaris. El nom històric és Jesús, el gentilici Jesús de Natzaret (malgrat el naixement de Jesús a Betlem), i de vegades se'l nomena per la filiació (Jesús, fill de Maria i Josep, encara que s'indica que la Verge Maria és la Mare de Déu - Theotokos - mentre que Josep és el seu pare putatiu, o Jesús, de la Casa de David). Com altres noms o advocacions s'utilitzen Crist o Jesucrist, Fill de Déu, Fill de l'home, Messies, Anyell de Déu, Bon Pastor, Llum del Món, etc. Alguns es refereixen a un moment concret de la seva vida terrenal o celestial, com Nen Jesús o Nen Déu, Natzarè, crucificat, Crist mort, Crist ressuscitat, Crist ascendit, Crist Rei, Crist jutge, Pantocràtor, etc.